# リー郡 (アイオワ州)
リー郡 (英: Lee County) は、アメリカ合衆国アイオワ州に位置する郡である。人口は38,052人（2000年）。郡庁所在地はフォートマディソン及びキオカックである。

## 地理
アメリカ合衆国統計局によると、この郡は総面積1,395 km2 (539 mi2) である。このうち1,340 km2 (517 mi2) が陸地で55 km2 (21 mi2) が水域である。総面積の0.37%が水域となっている。

### 隣接する郡
- ヘンリー郡  (北)
- デモイン郡  (北東)
- イリノイ州ヘンダーソン郡  (東)
- イリノイ州ハンコック郡  (南東)
- ミズーリ州クラーク郡  (南西)
- ヴァンビューレン郡  (西)

## 人口動勢
2000年国勢調査で、この郡は人口38,052人、15,161世帯、及び10,248家族が暮らしている。人口密度は28/km2 (74/mi2) である。12/km2 (32/mi2) の平均的な密度に16,612軒の住宅が建っている。この郡の人種的な構成は白人94.24%、アフリカン・アメリカン2.80%、先住民0.26%、アジア0.39%、太平洋諸島系0.06%、その他の人種1.03%、及び混血1.21%である。ここの人口の2.37%はヒスパニックまたはラテン系である。
この郡内の住民は24.40%が18歳未満の未成年、18歳以上24歳以下が7.80%、25歳以上44歳以下が26.70%、45歳以上64歳以下が24.60%、及び65歳以上が16.50%にわたっている。中央値年齢は40歳である。女性100人ごとに対して男性は97.90人である。18歳以上の女性100人ごとに対して男性は96.40人である。
この郡の世帯ごとの平均的な収入は36,193米ドルであり、家族ごとの平均的な収入は42,658米ドルである。男性は32,286米ドルに対して女性は21,821米ドルの平均的な収入がある。この郡の一人当たりの収入 (per capita income) は18,430米ドルである。人口の9.70%及び家族の7.10%は貧困線以下である。全人口のうち18歳未満の12.60%及び65歳以上の9.60%は貧困線以下の生活を送っている。

## 都市及び町

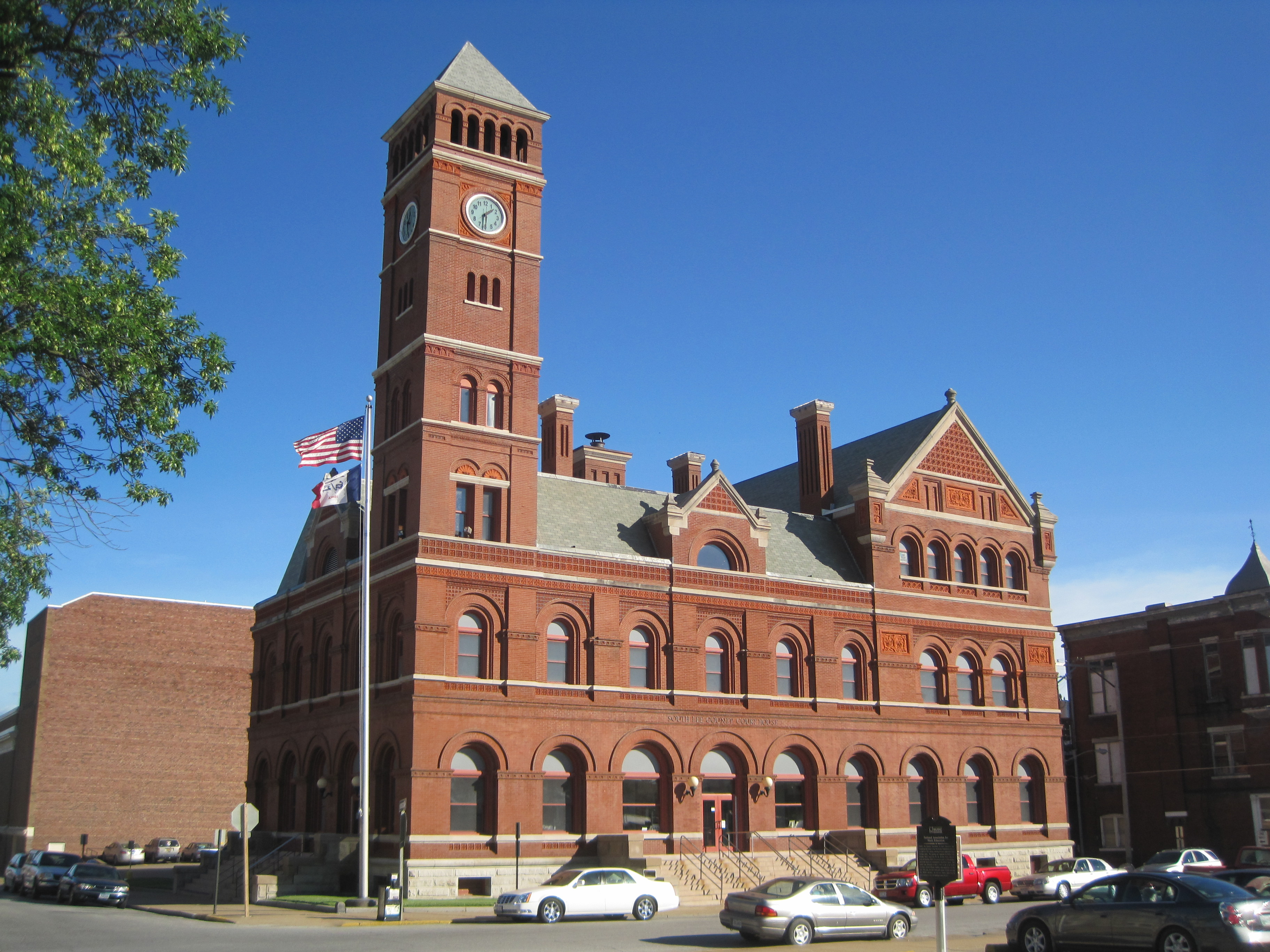
キオカックにあるもう1つのリー郡庁舎

- キオカック
- フォートマディソン
- ウェストポイント
- フランクリン
- セントポール
- Donnellson
- Houghton

```
(Keokuk)
```

- Montrose

### 郡区
- シーダー郡区
- チャールストン郡区
- デンマーク郡区
- デモイン郡区
- フランクリン郡区
- グリーンベイ郡区
- ハリソン郡区
- ジャクソン郡区
- ジェファーソン郡区
- マディソン郡区
- マリオン郡区
- モントローズ郡区
- プレザントリッジ郡区
- ヴァンビューレン郡区
- ワシントン郡区
- ウェストポイント郡区